# Vestes
Vestes (grško βέστης, véstes) je bil bizantinski dvorni naziv, v rabi v 10. in 11. stoletju. 
Izraz je etimološko povezan z vestiarionom, cesarsko garderobo, vendar se zdi, da v praksi takšna povezava ni obstajala.
Naziv je bil prvič potrjen med vladavino cesarja Ivana I. Cimiska (vladal 969–976), ko je bil vestes Nikefor Fokas, sin kuropalata Leona Fokasa. Naziv je ostal visoko v bizantinski cesarski hierarhiji skozi večji del 11. stoletja. Pogosto je bil kombiniran z nazivom magistros in podeljen uglednim generalom, med drugim Izaku Komnenu (cesarju v letih 1057–1059), ko je bil stratopedharh Vzhoda, Leonu Tornikiju in Nikeforu Botanijatu (cesarju v letih 1078–1081) med njegovim mandatom duksa Edese in Antiohije.
Eskorialni taktikon, seznam položajev in dvornih nazivov ter njihove prednosti, sestavljen v 70. letih 10. stoletja, razlikuje med "bradatimi" (barbatoi) vestati, ki so imeli tudi nazive patrikios ali magistros, in vestati evnuhi (ektomiai), ki so imeli naziv praipositos.
Kot pri drugih nazivih srednjega bizantinskega obdobja je tudi ugled vestesa proti koncu 11. stoletja upadel, ko so ga potrjeno nosili nižje rangirani uradniki. Da bi preprečili to razvrednotenje, se je hkrati pojavil višji naziv protovestes (grško προτοβέστης, 'prvi vestes'). Zdi se, da nobeden od obeh nazivov ni preživel vladavine cesarja Alekseja I. Komnena (vladal 1081–1118).

## Sklica
1. 1 2 3 4  Kazhdan 1991, str. 2162.
2. ↑  McGeer, Nesbitt & Oikonomides 2005, str. 24.